# Кирпічевський
Кирпічевський (рос. Кирпичевский) — хутір у Новоаннінському районі Волгоградської області Російської Федерації.
Населення становить 87 осіб. Входить до складу муніципального утворення Галушкинське сільське поселення.

## Історія
Хутір розташований у межах українського історичного та культурного регіону Жовтий Клин.
Згідно із законом від 21 грудня 2004 року № 970-ОД органом місцевого самоврядування є Галушкинське сільське поселення.

## Населення
| 2010 |
| ---- |
| 87   |